# Čemaž
Čemaž (tudi divji česen, medvedji česen, gozdni česen, kačji lek ali štrkavec; znanstveno ime Allium ursinum) je trajnica z zdravilnimi učinki. Uvrščamo jo v rod lukov. Številna imena, ki se uporabljajo za čemaž, kažejo na razširjeno uporabo v preteklosti, izvirajo pa iz določenih značilnosti rastline (vonj po česnu, rjavi medvedi radi jedo čemaž, listi suličaste oblike ...).

## Razširjenost
Raste divje v vsaj deloma senčnih hrastovo gabrovih ali bukovih gozdovih ali v negozdnih združbah po vsej Evropi (vključno z Veliko Britanijo) in zahodni Aziji. Raste od marca do junija in cveti od aprila do maja v gosto poraslih preprogah. 
V Sloveniji raste čemaž skoraj povsod. Na Gorenjskem, Štajerskem, Dolenjskem, Notranjskem in celo v prekmurskih ravninskih gozdovih. 

## Opis rastline
Mladi listi so sveže zeleni in svetli, stari pa suličasti in temneje zeleni. Snežno bel cvet je sestavljen iz 2–3 suhokožnatih ovršnih listov. Pokončno steblo, ki zraste največ 30 cm visoko, ima bodisi trirob bodisi okrogel prečni prerez. Čemaž ima v zemlji podolgovato čebulico, ki je obdana z belo prozorno kožico.
Čemaž je podoben dvema zelo strupenima rastlinama: šmarnici (Convallaria majus) in podlesku (Colchicum autumnale), ki pa ne dišita po česnu. Šmarnično cvetje je precej drugačno od čemaževega. Listi pa se skorajda ne razlikujejo. Podlesek raste v rozetah, listi so spodaj žleboviti, rastlina pa je bolj toga in raste navpično.

## Čemaž v prehrani
Čemaž so uživali že Rimljani, ki naj bi ga imeli celo rajši kot česen. Čemaž je v celoti užiten, vendar ga ne smemo uživati v prevelikih količinah. Uporabi se lahko liste, čebulice, cvetove in plodove. Cvetovi imajo močnejšo aromo, stari listi pa šibkejšo. Največ nabiramo liste, ker jih najlaže opazimo. Pripravimo lahko čemaževo juho ali uživamo presnega v solatah in v namazih (Čemažev namaz). Z nekuhanim in narezanim čemažem se lahko začini vse vrste jedi.

## Učinki
Čemaž ima podobne lastnosti kot česen, vendar je bolj zdravilen. Čemaž se uporablja predvsem v ljudski medicini, ker spodbuja delovanje žlez, krvni obtok, čisti celotno prebavno pot in dihalne poti, naj bi učinkoval razkužujoče in bil dobro sredstvo proti glistam v črevesju, čistil kožo in posledično odpravljal izpuščaje in lišaje, pospeševal celjenje ran in blagodejno vplival na celo telo. Čemažev sok pa naj bi celil rane.
Poleg tega je dober antiastmatik (proti astmi), znižuje holesterol, je diuretik (odvaja seč iz telesa) in antipiretik (niža vročino).

## Galerija
- Čemaž v gozdu pomladi
- Vodna kapljica na listu čemaža pomladi
- Mladi listi čemaža, konec februarja
- Bližinski posnetek cvetov, sredi maja